# Sidotheca caryophylloides
Sidotheca caryophylloides är en slideväxtart som först beskrevs av Charles Christopher Parry, och fick sitt nu gällande namn av James Lauritz Reveal. Sidotheca caryophylloides ingår i släktet Sidotheca och familjen slideväxter. Inga underarter finns listade i Catalogue of Life.